# Sycophila compacta
Sycophila compacta är en stekelart som först beskrevs av Howard 1897.  Sycophila compacta ingår i släktet Sycophila och familjen kragglanssteklar. Inga underarter finns listade i Catalogue of Life.